# Mónica Huarte
Mónica Huarte (Ciudad de México, 28 de agosto de 1973) es una actriz, empresaria y escritora mexicana.

## Biografía y carrera
Mónica Huarte nació el 28 de agosto de 1973, en la Ciudad de México, en México. Empezó sus estudios como actriz en la Escuela de Arte Interlochen Arts Academy, en Míchigan, en los Estados Unidos. Continuó la carrera de actuación en el Foro de la Ribera en su natal México y ha tomado talleres de perfeccionamiento en la Casa del Teatro, en Casa Azul y en el Estudio Juan Carlos Corazza en Madrid, España; y en la escuela Stella Adler en Los Ángeles, en los Estados Unidos. Es licenciada en la Carrera de Comunicación, con especialización en Letras Hispanoamericanas. 
En cine destaca su participación en la película Cansada de Besar Sapos por la cual fue reconocida con una Diosa de Plata, premio que nuevamente recibió en 2009 en la categoría de mejor co-actuación femenina por su personaje de Rita en la película Volverte a ver, participó en el cortometraje Noche de bodas, del director y guionista Carlos Cuarón el cual fue elegido por la semana de la crítica en Cannes, y ha participado en las películas Malos Hábitos, Casi Divas, Efectos Secundarios, 2000 metros (sobre el nivel del mar) y Sin ton ni Sonia entre otras incluyendo una incursión en doblaje prestando su voz para el personaje de Mig en la película Desperaux. 
Entre las obras de teatro realizadas destacan el musical Mentiras producido por Ocesa, la versión mexicana del musical de Broadway Avenida Q, la obra de teatro Por amor al arte, bajo la dirección de Antonio Serrano; El Diván, coproducción México-Francia: Animales Insólitos, por la cual fue nominada como "Actriz Revelación" y La comedia de las equivocaciones, entre muchas otras. 
Ha escrito 3 espectáculos de Stand Up Comedy que ella misma interpretó. 
Es productora y actriz de la compañía de teatro llamada La Vaca Voladora que ha puesto en escena las obras: El Tiempo de Planck, dirigida por Francisco Franco y Venta de Garage, dirigida por Haydee Boetto y Ricardo Esquerra. En 2007 publicó su primera obra de teatro titulada Terapia para la sed y tiene un disco a la venta que se grabó durante su participación en el musical Mentiras.
Es conocida también por sus anuncios en 2013 para la empresa de panes Bimbo, junto con los futbolistas Cristiano Ronaldo y Lionel Messi.
En 2021 formó parte del jurado de la tercera temporada del reality de canto y misterio ¿Quién es la máscara?, junto a Juanpa Zurita, Yuri y Carlos Rivera.

## Trayectoria

### Cine
- Noche de bodas (2000)
- Pachito Rex: Me voy pero no del todo (2001)
- Un Mundo Raro (2001)
- Casting...Busco Fama (2003)
- Escena del crimen (2003)
- Nosotras que nos queremos tanto (2004)
- De Parranda (2004)
- El Huésped (2004)
- Sin ton ni Sonia  (2005)
- El otro José (2005)
- Mantra (2005)
- Un dos tres por mi o cerdos en el armario (2006)
- Cansada de besar sapos (2006)
- Efectos secundarios (2006)
- Los dos Pérez (2007)
- Malos hábitos (2007)
- Todos los días son tuyos (2007)
- Camino Paraíso (2008)
- Dos mil metros sobre el nivel del mar (2008)
- Casi divas (2008)
- Volverte a ver  (2008)
- Esa de Rojo (2009)
- Iker Pelos Tiesos (2009)
- Regresa (2009)
- Busco Empleo (2010)
- Without Men (2010)
- Te presento a Laura (2010)
- Chiapas, el corazón del café (2011)
- El Crimen del Cácaro Gumaro (2014)
- Busco novio para mi mujer (2016)
- La boda de mi mejor amigo (2019)
- Las píldoras de mi novio (2020) - Susana
- Pobre familia rica (2021)
- Enfermo amor (2022) - Julia
- ¡Qué viaje con papá! (2022)
- Oliverio y la piscina (2023)
- Señora Influencer (2023)
- Es por su bien (2024)[1]

### Teatro
- Sotoba Komachi (1997)
- Las tremendas aventuras de la capitana Gazpacho (1998)
- Polvo de Mariposas (1998)
- Libros para cocinar (1999)
- Triste golondrina macho (2000)
- Espectáculo unipersonal de Stand Up Comedy (2004)
- La noche en que raptaron a Epifanía (2001)
- Animales insólitos (2001)
- Santos y Santos (2003)
- El Diván (2003)
- Plagio de palabras (2004)
- Por amor al arte (2004)
- Un pañuelo del mundo es (2004)
- El tiempo de Planck (2005)
- Colette (2005)
- Oxígeno Lectura Dramatizada (2006)
- Heroínas Shakespereanas (Homenaje a Shakespeare) (2006)
- La comedia de las equivocaciones (2007)
- Venta de Garage (2007)
- Verónica en portada (2008)
- Avenida Q (2008)
- Mentiras: el musical (2009)
- Sopa de Colibrí: Microteatro (Por Dinero) (2013)
- Vainilla y Chocolate: Microteatro (Por tus Muertos) (2013)
- El curioso incidente del perro a la medianoche (2014)
- Lobos por Coderos (2016)
- Constelaciones (2016)
- Heisenberg (2017)
- Enfermos de Amor (2018)
- Casa de Mascotas (2023)
- Siete Veces Adiós (2024)
- Réquiem (2024)

### TV
- Fe de ratas (2001)
- Cultura en línea (2003)
- Un nuevo amor (2003)
- El estudio de Manzanero (2003)
- Deja qué la vida te despeine (2006)
- La niñera (2007)
- Paso de gato (2007)
- Best Week VH1 (2007)
- El octavo mandamiento (2011)
- La familia P.Luche - Actriz invitada (2012)
- 40 y 20 (2016-presente)
- ¿Quién es la máscara?: México - Jurado (2021)
- Pena ajena (2022)[2]
- Está libre (2023)[3]

### Doblaje
- Despereaux: Un pequeño gran héroe - Miggery "Mig" Sow (2008)
- Mi villano favorito 2 - Jillian (2013)
- La vida secreta de tus mascotas - Gidget (2016)
- Emoji: la película - Mary Meh (2017)
- Mi villano favorito 3 - Valerie Da Vinci (2017)
- La vida secreta de tus mascotas 2 - Gidget (2019)

## Discografía
- Mentiras, el musical (2009)

## Premios y reconocimientos
- Diosa de Plata a Mejor actriz por Mejor Papel de Cuadro Femenino en Cansada de besar sapos (2006)
- Diosa de Plata a Mejor actriz por Mejor Coactuación Femenina en Volverte a Ver (2008)
- Diosa de Plata a Mejor actriz por su actuación protagónica en Señora Influencer (2024)[4]